# Inkvizicija
Inkvizicija (lat. inquisitio –  traženje, istraga) je naziv za niz originalno Crkvenih pravosudnih institucija od 12. stoljeća do Napoleonskih ratova na prostoru Zapadne Europe. Utemeljene su s ciljem borbe protiv hereze, ali u kasnijim stoljećima im je nadležnost proširena.

## Povijest inkvizicija

### Biskupska inkvizicija
Oko 12. stoljeća razna vjerovanja, koja je Katolička crkva proglasila herezama, sve su se više širile Zapadnom Europom, ponajviše dualizam. Ova vjerovanja su samim svojim postojanjem ugrožavala vlast Katoličke crkve i feudalnih vladara čiju je vlast Crkva sakralizirala krunidbom kraljeva i proglašavanjem monarhijskog feudalnog uređenja utemeljenima na Božanskom autoritetu. Stoga papa Lucije III. i car Fridrik I. Barbarossa dekretom Ad abolendam 4. studenog 1184. osnivaju Biskupsku inkviziciju, tj. daju biskupima ovlasti da u svojim biskupijama imenuju svećenika (inkvizitora) koji će pokretati postupke protiv heretika.

### Papinska inkvizicija
Dana 8. veljače 1231., papa Grgur IX. bulom Ille humani generis osniva Papinsku inkviziciju. To je institucija direktno podložna papi koja ima ovlasti putovati među biskupijama i u svakoj biskupiji zajedno s mjesnim biskupom provoditi postupke protiv heretika. Struktura i ovlasti Papinske inkvizicije vremenom su se mijenjale. Ova institucija prvi put u srednjem vijeku donosi jasna pravila sudskog postupka dobrim dijelom preuzeta iz rimskog prava.
Inkvizitorska služba je bila ugledna i mogli su je obnašati jedino izvrsno obrazovani teolozi koji su ujedno dobro poznavali pravo. Uglavnom su se provodili postupci protiv osoba koji su imali stanoviti javni ugled. Osude su mahom glasile na neku javnu pokoru, poput napornog hodoćašća u Palestinu; u slučaju da je osoba uporno odbijala izjaviti da prihvaća katoličku vjeru, prepuštalo bi se svjetovnim vlastima da izreknu i izvrše kaznu - koja je onda uglavnom bila smrtna. Tako je inkvizitor (i kasnije, biskup) Bernard Gui  (1261. – 1331.), tijekom 15 godina obnašanja inkvizitorske službe imao nešto više od 9 stotina osuđujućih presuda, od kojih je u 42 slučaja bile izrečene smrtne kazne.

### Mletačka inkvizicija
Mletačka inkvizicija osnovana je u 13. stoljeću u Mlecima, ali je ozbiljno počela djelovati tek u 16. stoljeću dolaskom protestanata. Surađivala je i sa svjetovnim vlastima. Zanimljiva je za Hrvatsku povijest jer je veći dio Hrvatskog Jadrana tada bio pod Mletačkom vlašću.

### Španjolska inkvizicija
Godine 1478. Ferdinand II. Aragonski i Izabela I. Kastiljska uz dozvolu pape Siksta IV. osnivaju Španjolsku inkviziciju radi obrane katolicizma u zemljama španjolske krune nakon Rekonkviste. U Španjolskoj su tada zajedno s kršćanima živjeli Židovi i muslimani koji su zajedno s kršćanskim hereticima također bili predmetom postupaka inkvizicije. Vremenom se nadležnost Španjolske inkvizicije proširila i na neke svjetovne prijestupe kao što je bigamija i vještičarenje. Španjolska je inkvizicija poznata kao najokrutnija. Slična, iako manja, bila je Portugalska inkvizicija.

### Rimska inkvizicija
U 16. stoljeću pape osnivaju sistem sudova poznat kao Rimska inkvizicija kao nastavak prijašnje Papinske inkvizicije za područje Italije, Malte i mnogih drugih dijelova Europe. Jedan od razloga osnivanja ove inkvizicije bio je papin gubitak kontrole nad Španjolskom inkvizicijom koja je već tada postala sredstvom političke borbe španjolskih kraljeva. Nadležnost joj je bitno proširena i sada je uključivala blasfemiju, čaranje, lov na vještice i cenzuru. Inkvizicija je u ovim područjima bila bitno blaža od svjetovnih vlasti. Inkvizicija je poznata po procesima protiv Giordana Bruna i Galilea. Najviši sud Rimske inkvizicije bio je Sacra congregatio Romanae et universalis inquisitionis seu Sancti officii, današnja Kongregacija za nauk vjere.

## Kontroverze
Lošoj fami o inkvizicijama pridonijeli su različiti uzroci: mogućnost pokretanja postupka od inkvizitora, mučenje i česta kršenja samih pravila o zabrani mučenja u slučaju nepostojanja dokaza, kao i kršenje propisa o isključivo jednokratnom mučenju,  apsurdnost određenih optužbi (npr. o vještičarenju), progon ljudi s drugačijim vjerskim uvjerenjima (heretika), političnost Španjolske inkvizicije, razne zloupotrebe u postupcima, ali i anticrkvena propaganda nekih ideologija novog vijeka (Francuska revolucija, komunizam).
Postupak pred inkvizitorom je mogao pokrenuti bilo tko tužbom, ali i sam inkvizitor na temelju vlastite istrage. Iako se po propisima rezultati te istrage nisu smjeli koristiti kao dokazni materijal, te je optuženi trebao biti oslobođen ako nije bilo drugih dokaza, ovo se u praksi često svodilo na situaciju "kadija te tuži, kadija ti sudi", a nepravednom suđenju je doprinosilo i to što nikakva obrana nije bila moguća.[nedostaje izvor] Poricanje krivnje je često korišteno kao dokaz protiv tuženog, odnosno tužene (npr. kod progona vještica).
Bulom Ad extirpanda pape Inocent IV. od 15. svibnja 1252. dozvoljeno je mučenje kao metoda iznuđivanja priznanja što se tada naveliko koristilo u svjetovnom sudstvu. Mučenje se smjelo koristiti samo jednom i samo ako su prethodno već postojali dokazi krivnje. Naime, prema tadašnjem shvaćanju niti jedan dokaz osim priznanja nije bio dovoljno jak da bi se nekoga osudilo. Ako optuženi nije priznao zločin na mučenju, morao je biti oslobođen unatoč protivnim dokazima jer se smatralo da se samo radi istine može istrpiti patnja. I glede mučenja je bilo zloupotrebe, primjerice druga tura mučenja bi se proglašavala nastavkom prve, pa tako formalno ne bi bilo prekršeno pravilo o samo jednom mučenju.
Španjolska inkvizicija kao kraljeva institucija je bila često vrlo okrutna i sredstvo političkih igri. Drugi kraljevi tada i prije su znali biti jednako strogi, ali nisu imali instituciju zvanu inkvizicija. Ta okrutnost se očitovala u smrtnim presudama, ponajviše protiv "vještica".
Termin vještica u narodnom je vjerovanju imao praznovjerne konotacije (žena koja se bavi magijom), ali razrađeni stereotip vještice, odnosno "zločina" vještičarenja osmislili su najučeniji ljudi onog vremena (klerici, teolozi i pravnici). Optužbe za vještičarenje su tako sadržavale dva ključna elementa - primjenu crne magije (malificium) i sklapanje ugovora s đavlom. Stereotip vještica je predstavljao inverziju tada važećih društvenih pravila (promiskuitet, homoseksualne odnose, općenje s đavlom, kanibalistički infaticid) i izazov tadašnjim religijskim autoritetima i feudalnoj vlasti zbog čega su vještice smatrane demonskim bićima koja zaslužuju narigorzniji progon. Mnogi učeni opisi vještica su također sadržavali izrazite mizogine i sadističke elemente npr. Najpoznatiji priručnik za mučenje vještica Malj za vještice, (Malleus Maleficarum, prvo izdanje 1486. djelo je do 1520. doživjelo još 13 izdanja). Knjiga je djelo dvojice dominikanaca, inkvizitora Heinricha Kramera i Jacoba Sprengera koji su se zbog negodovanja učenih ljudi u svojoj okolini obratili papi Inocentu VII. Papa je 1484. izdao bulu Summis desiderantes (Najveća čežnja) kojoj oni dvije godine kasnije (kao predgovoru) pridodaju svoj Malleus, odnosno stravične opise svoje inkvizicijske prakse mučenja "vještica".